# Дедюх Іван Мирославович
Іва́н Миросл́авович Де́дюх (Дєдюх) (1983—2020) — сержант Збройних сил України, учасник російсько-української війни.

## З життєпису
Народився 1983 року в місті Тернопіль. Закінчив тернопільську ЗОШ № 28; 2001 року — ПТУ № 9. Після строкової армійської служби повернувся сержантом; працював торговим агентом, експедитором, водієм таксі. Захоплювався грою на гітарі. 2003 року одружився.
У 2014—2015 роках проходив службу за мобілізацією в 128-й бригаді. 6 місяців перебував на заробітках у Польщі. Рік проходив службу за контрактом в 44-й бригаді. Повернувшись додому, працював у службі таксі. 21 квітня 2020 року підписав контракт у батальйоні «Айдар». Сержант, командир бойової машини — командир відділення штурмової роти.
27 червня 2020 року загинув від множинних осколкових поранень внаслідок розриву невідомого боєприпасу поблизу Старогнатівки — в часі інженерного обладнання позицій. Іще один військовослужбовець зазнав поранення.
Похований на Алеї Слави Микулинецького кладовища в Тернополі. 1 липня в місті оголосили Днем жалоби. Було приспущено Державний Прапор України на будинках і спорудах усіх форм власності.
Без Івана лишилися батьки, дружина, син і донька, племінниця Діана Довгань.

## Нагороди та вшанування
- Указом Президента України № 334/2020 від 21 серпня 2020 року за «особисту мужність і самовіддані дії, виявлені у захисті державного суверенітету та територіальної цілісності України» нагороджений орденом «За мужність» III ступеня (посмертно)[2]
- відзнака Начальника Генерального Штабу Збройних сил України «Учасник АТО»
- медаль УПЦ КП «За жертовність і любов до України»
- відзнака Президента України «За участь в антитерористичній операції»
- 21 серпня 2020 р. посмертно, присвоєно звання «Почесний громадянин міста Тернополя»